# Championnat de Chypre de football 1951-1952
Navigation
Saison précédente Saison suivante
La saison 1951-1952 du Championnat de Chypre de football était la 15e édition officielle du championnat de première division à Chypre. Les huit meilleurs clubs du pays se retrouvent au sein d'une poule unique, la Cypriot First Division, où ils s'affrontent deux fois, à domicile et à l'extérieur.
C'est l'APOEL Nicosie qui remporte le titre en terminant en tête du championnat. C'est le 9e titre national de son histoire. Le Çetinkaya Türk SK, le tenant du titre, ne termine que 3e mais remporte un nouveau trophée après sa victoire en Coupe de Chypre.

## Les 8 clubs participants
| - APOEL Nicosie - Çetinkaya Türk SK - AEL Limassol - Olympiakos Nicosie | - AYMA Nicosie - EPA Larnaca - Pezoporikos Larnaca - Anorthosis Famagouste |

## Compétition

### Classement
Le barème utilisé pour établir le classement est le suivant :
- Victoire : 2 points
- Match nul : 1 point
- Défaite : 0 point

| Rang | Équipe                | Pts | J  | G  | N | P | Bp | Bc | Diff |
| ---- | --------------------- | --- | -- | -- | - | - | -- | -- | ---- |
| 1    | APOEL Nicosie         | 22  | 14 | 10 | 2 | 2 | 48 | 23 | +25  |
| 2    | EPA Larnaca           | 17  | 14 | 7  | 3 | 4 | 32 | 23 | +9   |
| 3    | Çetinkaya Türk SK T C | 17  | 14 | 8  | 1 | 5 | 31 | 25 | +6   |
| 4    | Pezoporikos Larnaca   | 16  | 14 | 7  | 2 | 5 | 29 | 27 | +2   |
| 5    | AEL Limassol          | 15  | 14 | 5  | 5 | 4 | 34 | 27 | +7   |
| 6    | Anorthosis Famagouste | 9   | 14 | 3  | 3 | 8 | 20 | 32 | -12  |
| 7    | AYMA Nicosie          | 8   | 14 | 3  | 2 | 9 | 21 | 55 | -34  |
| 8    | Olympiakos Nicosie    | 8   | 14 | 3  | 2 | 9 | 25 | 48 | -23  |

|  | Vainqueur du championnat de Chypre 1951-1952                                           |
|  | T : Tenant du titre C : Vainqueur de la Coupe de Chypre P : Promu de deuxième division |

## Bilan de la saison
| Championnat de Chypre de football 1951-1952 |                          |
| Champion                                    | APOEL Nicosie (9e titre) |
| Coupes et trophées                          |                          |
| Vainqueur de la Coupe de Chypre 1951-1952   | Çetinkaya Türk SK        |
| Promotions et relégations                   |                          |
| Promus en Cypriot First Division            | Aucun                    |
| Relégués en Cypriot Second Division         | Aucun                    |